# 连续统假设
連續統假設（英語：Continuum hypothesis，簡稱CH）是数学中一個猜想，也是希尔伯特的23个问题的第一題，由康托尔提出，關於無窮集的可能大小。其為：
不存在一個基数絕對大于可數集而絕對小于实数集的集合。
康托爾引入了基數的概念以比較無窮集間的大小，也證明了整數集的基數絕對小於實集的基數。康托爾也就給出了連續統假設，就是说，在无限集中，比自然数集{\displaystyle \mathbb {N} =\{0,1,2,3,4,...\}}基数大的集合中，基数最小的集合是实数集。而連續統就是實數集的一個舊稱。
更加形式地说，自然数集的基数为{\displaystyle \aleph _{0}}（讀作「阿列夫零」）。而连续统假设的观点认为实数集的基数为{\displaystyle \aleph _{1}}（讀作「阿列夫壹」）。于是，康托尔定义了绝对无限。
等價地，整數集的基数是{\displaystyle \aleph _{0}}而實數的基数是{\displaystyle 2^{\aleph _{0}}}，連續統假設指出不存在一個集合{\displaystyle S}使得
{\displaystyle \aleph _{0}<|S|<2^{\aleph _{0}}.}  假設選擇公理是對的，那就會有一個最小的基數{\displaystyle \aleph _{1}}大於{\displaystyle \aleph _{0}}，而連續統假設也就等價於以下的等式：
{\displaystyle 2^{\aleph _{0}}=\aleph _{1}.}
連續統假設有個更廣義的形式，叫作廣義連續統假設（GCH），其命題為：
对于所有的序数{\displaystyle \alpha }, {\displaystyle 2^{\aleph _{\alpha }}=\aleph _{\alpha +1}.}
庫爾特·哥德尔在1940年用内模型法证明了连续统假设与ZFC的相对协调性（無法以ZFC證明為誤），保羅·柯恩在1963年用力迫法证明了连续统假设不能由ZFC推导。也就是说连续统假设独立於ZFC。

## 作為希爾伯特第一問題
1900年，大衛·希爾伯特以「連續統假設是否成立」作為「希爾伯特第一問題」。Kurt Godel和Paul Cohen確定了連續統假設在ZFC系統下，加上了選擇公理，也不能證明或證否。
连续统假设简记CH。选择公理简记AC。

## 集合的大小
要正式地列出這個猜想，我們需要一些定義：假如兩個集合S與T之間存在著一個雙射，我們會說這兩個集合擁有相同的基數。直觀的意思是在「T的每個元素只能配上僅僅一個S的元素，反之亦然」這個前提下，把S與T的元素拿出來配對是可能的。因此，集合{蕉，蘋果，橙}與集合{黃，紅，綠}擁有相同基數。
當情況去到如整數集或有理數集等無窮集的情況時，事件就變得複雜得多。當考慮所有有理數的集合時，有些初學者可能會直覺地認為有理數理所當然地多於整數，而有理數又顯然少於實數，因此把連續統假設證否。但透過簡單集合論的方法，我們能證明有理數集能與整數集形成一雙射，因此有理集跟整數集有著一樣的大小，而它們都被稱為可列集。對角論證法則證明了整數集跟連續統（實數集）的基數並不一樣。
連續統假設亦指出，實數集中每一個无穷子集，要麼和整數集有相同的基數，要麼和實數集有相同的基數。

## 證明或證否的不可能性（在ZFC系統下）
康托爾相信連續統假設是對的，花了很多年嘗試證明它，結果徒勞無功。它成為了希爾伯特那重要難題名單中的第一條，並在1900年巴黎的國際數學家大會上宣佈此事。在那个时候，还没有公理化集合论的概念。
庫爾特·哥德爾在1940年指出連續統假設不能在ZFC系統下證否，即使接受了選擇公理為前提。保罗·寇恩在1963年證明了連續統假設同樣不能在ZFC下被證明。因此，連續統假設「邏輯地獨立於」ZFC。這些結果都是以ZFC的公設系統本身並不存在自相矛盾（相容性）為假設大前提，而這個大前提是被廣泛接受為對的。
連續統假設並非被證明跟ZFC互相獨立的第一個命題。哥德爾不完備定理一個立即的結論在1931年被發表，那是「『存在著一個正式命題表達ZFC的相容性』乃獨立於ZFC」。有別於純粹數學的，這個一致的命題乃是有著在數學之上的特性。連續統假設和選擇公理乃是最先被證明跟ZF集合論獨立的命題。在Paul Cohen在1960年代發展出力迫法以前，這些獨立性的證明並沒有完成。
連續統假設與數學分析、點集拓扑學和測度論中很多的命題有緊密關係。由於其獨立性，很多這些範疇中的猜想也就被證明了其獨立性。

## 支持和反對連續統假設的辯論
哥德爾相信連續統假設是錯的，而他對於連續統假設相容性的證明，只表示了ZF系統的公理有缺陷。哥德爾是一個柏拉圖主義者，因此獨立於一個命題的可證性而宣稱其正確或錯誤，對他來說並無問題。寇恩也傾向於反對連續統假設。
歷史上，喜歡一個「豐富」而且「大」的全集的數學家傾向反對連續統假設；而喜歡一個「整齊」而且「可控制」的全集的數學家則傾向支持連續統假設。對於能推導出連續統假設的可建造公理，一直以來也有一些支持與反對的爭論。最近，Matthew Foreman更指出本体论的多元主义對支持連續統假設有利（Maddy 1988, p. 500）。这是因为在各种模型里面，支持连续统假设的模型往往会存在更多集合。
另一個觀點是對於集合的幼稚概念並不足夠明確地使我們能分辨究竟連續統假設是對是錯。這個觀點被「連續統假設對於ZFC系統的獨立性」所支持，由於這些公理足夠建立集合與基數的基本特性。要反對這一觀點，要是能展示一條既能被直觀所支持、又能從證明或證否面解決連續統假設的新公理，那就很足夠了。儘管可建造公理能解決連續統假設，但它比較起連續統假設的反題並不顯得更直觀地正確。
至少有另外兩個可推導出連續統假設的公理被提出，即使它們目前還沒有被數學社群所廣泛接受。在1986年，Chris Freiling展示了一個反連續統假設的論點，透過顯示連續統的反題跟Freiling对称公理──一個跟概率有關的命題──等價。Freiling相信這條公理「直觀正確」，但其它人反對。一個由W. Hugh Woodin發展的困難論點同樣反連續統假設，並自2000年開始獲得了值得考慮的注意。Foreman (2003)並沒有完全反對Woodin的論點但敦促小心謹慎。

## 廣義連續統假設
廣義連續統假設（Generalized continuum hypothesis，簡稱GCH）是指：
若一個無限集{\displaystyle A}的基數在另一個無限集{\displaystyle S}與其冪集{\displaystyle 2^{S}}之間，則{\displaystyle A}的基數必定與{\displaystyle S}或其冪集{\displaystyle 2^{S}}相同。
CH與GCH都獨立於ZFC，不過瓦茨瓦夫·謝爾賓斯基證明了ZF+GCH可以推導出選擇公理，換句話說，不存在ZF+GCH但AC不成立的公設系統。
任何的無限集合A和B，假如存在一個由A到B的單射，那就存在一個由A的子集到B的子集的單射。因此对于任何有限的序数A和B， 
{\displaystyle A<B\to 2^{A}\leqslant 2^{B}}.
假如A和B是有限集合，那我們可以得到更強的不等式：
{\displaystyle A<B\to 2^{A}<2^{B}\!}
GCH意味着这个严格的不等式对无限序数和有限序数都成立。